# パディ・バトラー
パディ・バトラー（Paddy Butler、1990年12月1日 - ）は、ジャパンラグビーリーグワン三重ホンダヒートに所属するラグビー選手。

## プロフィール
- アイルランド・キャシェル出身[1]。
- ポジションはフランカー(FL)、ナンバーエイト(No8)。
- 身長 191 cm、体重 107 kg
- U20アイルランド代表に選ばれたことがある。

## 略歴
マンスター、ポーを経て、2020年、ヤマハ発動機ジュビロ(現・静岡ブルーレヴズ)に加入。同年2月22日にジャパンラグビートップリーグ第6節三菱重工相模原ダイナボアーズ戦に先発出場で日本での公式戦初出場を果たす。
2021年、三重ホンダヒートに加入。